# Крынковский сельский совет (Глобинский район)
Крынковский сельский совет (укр. Кринківська сільська рада) — входит в состав
Глобинского района
Полтавской области
Украины.
Административный центр сельского совета находится в 
с. Великие Крынки.

## История
- 1918 — дата образования.

## Населённые пункты совета
- с. Великие Крынки
- с. Весёлая Долина
- с. Сиренки
- с. Степовое
- с. Шевченки